# أبطال التايتنز انطلقوا (مسلسل)
أبطال التايتنز انطلقوا (بالإنجليزية: Teen Titans Go!)‏ هو مسلسل رسوم متحركة أمريكي بدأ عرضه في شهر أبريل من عام 2013 على جميع قنوات كرتون نتورك المسلسل عبارة عن سلسلة جديدة وكوميديا من مسلسل مراهقو التايتنز الذي عرض قبل عدة أعوام لكن بطابع كوميدي ويتناول قصة روبن ورايفن وبيست بوي وسايبورغ وستارفاير وبلاكفاير يتألف المسلسل من 9 مواسم ومن 411 حلقة بدأت قناة ام بي سي 3 بث الموسم الأول بدبلجة عربية في شهر مايو 2015 ثم تم إعادة دبلجته وعرض على كرتون نتورك بالعربية وعرض جزء من الموسم الأول في السادس من مارس 2016 وتم اعلان فيلم مشترك بين ديسي سوبر هيرو غيرلز وابطال التايتنز انطلقوا وسيصدر في 28 مايو 2022.

## الشخصيات
- روبن (صوت سكوت منفيل، خليل الحاج علي في نسخة إم بي سي 3 والصوت الأول في نسخة كرتون نتورك بالعربية/حسن مهدي الصوت الثاني في نسخة كرتون نتورك بالعربية) روبن هو قائد فريق التايتنز واكثرهم خبرة، واحيانا يكون غريب اطوار.
- ستارفاير (صوت هايدين والش، ندى نصر في النسخ العربية) ستارفاير هي العضو الطيبة واللطيفة ورابع اقوى عضو في الفريق، وهي شقيقة بلاكفاير الصغرى.
- سايبورغ (صوت خاري بايتون، زياد منذر في النسخ العربية) سايبورغ هو العضو الاقوى والاذكى في الفريق، وصديق بيست بوي.
- رايفن (صوت تارا سترونغ، نسرين مسعود في نسخة إم بي سي 3/ميرنا الحسيني في نسخة كرتون نتورك بالعربية) هي ثاني اقوى عضو في الفريق، كان والدها يريد تكون شريرة في البداية ولكنها رفضت واصبحت بطلة.
- بيست بوي (صوت غريغ سايبس، عبدو حكيم في النسخ العربية) بيست بوي هو العضو الأكثر نفعا في الفريق، ومتعدد التحولات والاشكال، وصديق سايبورغ.
- بلاكفاير (صوت جيسيكا رايدر، جيهان الملا في النسخ العربية) بلاكفاير هي ثالث اقوى عضو في الفريق، كانت في البداية شريرة لكن اصبحت بطلة وانضمت للفريق في الموسم الثاني، هي اخت ستارفاير الكبرى،

### حلقات المسلسل
| الموسم | الحلقات | الحلقات | الأصلي        | الأصلي        |
| الموسم | الحلقات | الحلقات | الأول         | الأخير        |
| ------ | ------- | ------- | ------------- | ------------- |
| 1      | 26      | 26      | 25 أبريل 2015 | يوليو 2015    |
| 2      | 26      | 26      | 20 أغسطس 2016 | 5 نوفمبر 2016 |

## أصوات

### نسخةMBC3
- خليل الحاج علي - روبن (الصوت الأول)
- ميرنا الحسيني - رايفن (الصوت الأول)
- زياد منذر - سايبورغ
- ندى نصر - ستارفاير
- عبدو حكيم - بيست بوي
- جيهان الملا - بلاكفاير
- فادي الرفاعي - ترايغون (الصوت الأول)
- حسن مهدي - روبن (الصوت الثاني)
- شربل أيوب
- زينة ضاهر
- طوني عاد
- إبراهيم ماضي

### نسخةكرتون نتورك بالعربية
- خليل الحاج علي - روبن (الصوت الأول)
- حسن مهدي - روبن (الصوت الثاني)
- حسان حمدان - روبن (الصوت الثالث)
- ميرنا الحسيني - رايفن (الصوت الأول)
- رنا الرفاعي - رايفن (الصوت الثاني)
- زياد منذر - سايبورغ
- ندى نصر - ستارفاير
- عبدو حكيم - بيست بوي
- جيهان الملا - بلاكفاير
- ليلى شماس - جينكس
- جورج دياب - ترايغون
- رنا الرفاعي - جاينا
- ريتشارد ياني
- زينة ضاهر
- سيلفانا فلفلة
- عماد فغالي
- طوني عاد
- فادي الرفاعي - دكتور لايت
- جورج طويل
- إبراهيم ماضي
- جورج أبو سلبي
- فؤاد شمص
- توفيق شهاب

## وصلات خارجية
- الموقع الرسمي
- أبطال التايتنز إنطلقوا! على موقع IMDb (الإنجليزية)
- أبطال التايتنز إنطلقوا! على موقع روتن توميتوز (الإنجليزية)
- أبطال التايتنز إنطلقوا! على موقع نتفليكس (الإنجليزية)
- أبطال التايتنز إنطلقوا! على موقع فيلمافينيتي (الإسبانية)
- أبطال التايتنز إنطلقوا! على موقع كينوبويسك (الروسية)
- أبطال التايتنز إنطلقوا! على موقع ألو سيني (الفرنسية)
- أبطال التايتنز إنطلقوا! على موقع قاعدة بيانات الفيلم (الإنجليزية)
- Teen Titans Go! في قاعدة بيانات الرسوم المتحركة الكبيرة